# Kōji Suzuki (calciatore 1989)
Kōji Suzuki (鈴木 孝司?, Suzuki Kōji; Miura, 25 luglio 1989) è un calciatore giapponese, attaccante dell'Albirex Niigata.